# Laccophilus ellipticus
Laccophilus ellipticus är en skalbaggsart som beskrevs av Régimbart 1889. Laccophilus ellipticus ingår i släktet Laccophilus och familjen dykare. Inga underarter finns listade i Catalogue of Life.